# Manfred Tauchen

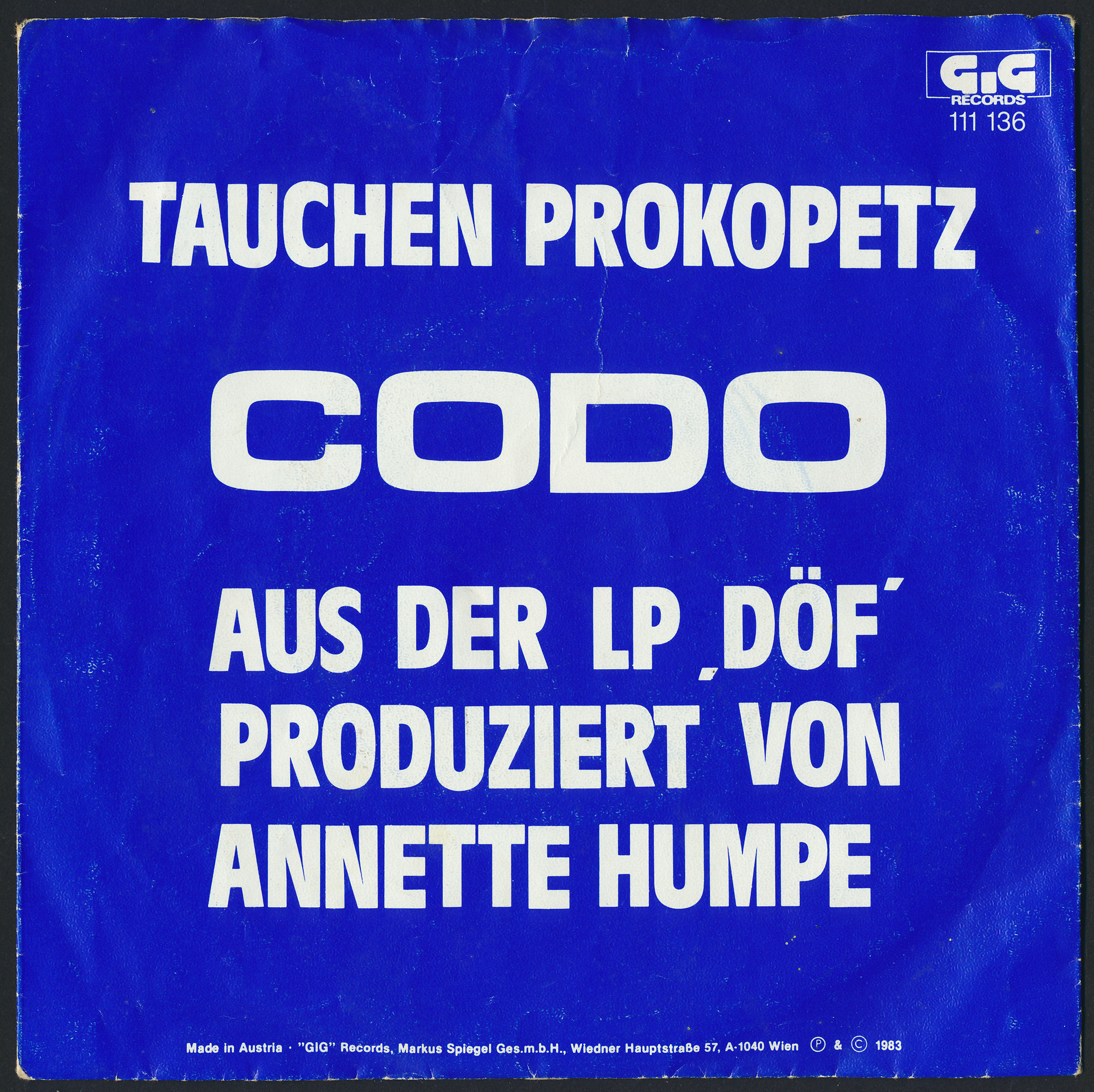
Österreichisches „Codo“-Singlecover von 1983. Vinyl, 7″, Single, 45 RPM

Manfred Oskar „Fredi“ Tauchen (* 16. Juli 1947 in Wien; † 10. Mai 2025 in Köln) war ein österreichischer Sänger, Schauspieler und Kabarettist.

## Karriere
Tauchen arbeitete bereits Anfang der 1970er Jahre zusammen mit seinem damaligen Kabarett-Partner Joesi Prokopetz und Wolfgang Ambros in dem selbstkomponierten Musical Der Watzmann ruft. 1981 erschien von Tauchen und Prokopetz die Single Die Fussballballade und 1982 die Single Das Lied vom Willi Viertel. Auf der Rückseite war der Titel Meidling zu hören. Beide gründeten 1983 mit Annette & Inga Humpe DÖF, das mit Codo … düse im Sauseschritt und Taxi große Erfolge hatte. Tauchen produzierte im Jahr 1986, nur wenige Monate nach dem DÖF-Album Tag und Nacht, eine weitere Langspielplatte mit dem Titel Es brennt der Hut – Eine Reise nach Ödenteich. Nach den musikalischen Arbeiten mit einigen anderen österreichischen Sängern und Komponisten wie Wolfgang Ambros brachten Tauchen und Prokopetz die Single Staubig auf den Markt, die jedoch flopte. In den 1990er Jahren arbeitete Tauchen hauptsächlich als Kabarettist in einigen Theatern in Köln und mimte einen böswilligen Golfspieler im Film Ballermann 6 mit Tom Gerhardt und Hilmi Sözer.
Im Jahr 1992 moderierte er vom 15. August bis 31. Dezember die neun Folgen umfassende, knapp einstündige Comedy-Talkshow Die Gailtalerin – Ein Almauftrieb mit Gästen an der Seite von Christoph Fälbl, Christine Oedingen, Gabi Rothmüller und unter der Regie von Rudi Dolezal auf RTL plus, heute RTL Television. In der Sendung, die zum Teil von einer Band begleitet wurde, begrüßte Tauchen in der Rolle der „Gailtalerin“ prominente Gäste. Die Sendung orientierte sich am Musical Der Watzmann ruft und griff Figuren und das Szenenbild auf, aber war auch an Dame Edna Everage angelehnt, die damals sehr erfolgreich war.
Als Schauspieler versuchte Tauchen sich bereits 1984 im Film Didi und die Rache der Enterbten mit Dieter Hallervorden. In Unter uns spielte er 1995 die Rolle des Raphael van Baalen.

## Diskografie

### Wolfgang Ambros, Manfred Tauchen und Joesi Prokopetz
- 1974 Der Watzmann ruft (Musical)
- 1978 Schaffnerlos (Album)
- 1981 Augustin (Rockoper)

### Manfred Tauchen und  Joesi Prokopetz
- 1981 Die Fussballballade (Single)
- 1981 Staubig/Ayatolla Rag (Single/The Terrible Two)
- 1982 Das Lied vom Willi Viertel (Single)

### Manfred Tauchen und  DÖF
- Siehe Hauptartikel zu DÖF